# Exit (film fra 2006)
Exit er en svensk thrillerfilm fra 2006 skrevet og instrueret af Peter Lindmark. Filmen har blandt andre Mads Mikkelsen, Alexander Skarsgård og Samuel Fröler i hovedrollerne.

## Handling
Thomas Skepphult (Mads Mikkelsen) driver et investeringsselskab og bliver arresteret for mordet på sin forretningspartner, da hans fingeraftryk findes på mordvåbnet. Da han forsøger at ringe til sin advokat, bliver telefonen besvaret af en person, som han troede havde begået selvmord for mange år siden.

## Medvirkende
- Mads Mikkelsen som Thomas Skepphult
- Kirsti Torhaug som Anna Skepphult
- Stig Engström som Annas far
- Alexander Skarsgård som Fabian von Klerking
- Samuel Fröler som Morgan Nordenstråle
- Börje Ahlstedt som Wilhelm Rahmberg
- Johan Rabaeus som Gabriel Mörk
- Maria Langhammer som Diana Malm
- Henrik Norlén som Åke
- Hassan Brijany som Ahmed Aalam
- Ulf Friberg som Philip Ceder

Andre medvirkende kan nævnes Göran Forsmark, Mats Qviberg, Björn Gedda og Peter Tägtgren.